# Stizocera rugicollis
Stizocera rugicollis är en skalbaggsart som först beskrevs av Guérin-Méneville 1844. Stizocera rugicollis ingår i släktet Stizocera och familjen långhorningar.
Artens utbredningsområde är:
- Nicaragua.
- Panama.

Inga underarter finns listade i Catalogue of Life.